# Zigoptere
Zigopterele (Zygoptera) numite și libelule zigoptere, este un subordin de insecte care cuprinde libelule (odonatele) de talie mijlocie la care aripile posterioare sunt identice ca formă și mărime cu cele anterioare. Aripile sunt mult subțiate spre bază, unde au forma de peduncul.  În stare de repaus, țin totdeauna aripile îndreptate în lungul abdomenului. Corpul lor este colorat în nuanțe vii, adesea metalizate. Capul  este transversal, cu ochii depărtați. Femelele au ovipozitor cu ajutorul căruia depun ouăle în tulpinile plantelor acvatice, uneori la suprafața apei. Zborul este, în general, slab. Se întâlnesc, de regulă, pe marginea apelor, larvele lor trăind în apă. Sunt insecte carnivore răpitoare, unele prinzând prada în zbor, altele hrănindu-se cu afide și alte insecte mici pe care le prind de pe frunzele plantelor. 